# Асікаґа Йосіхіде
Асікаґа Йосіхіде (яп. 足利義栄 1538—28 жовтня1568) — 14-й сьоґун сьоґунату Муроматі.

## Життєпис
Син Асікаґа Йосіцуна, старшого брата 12-го сьогуна Асікаґа Йосіхару. Йосіцуну було всиновлено 10-м сьогуном Асікаґа Йосітане, але він не зміг стати сьогуном. Йосіхіде народився 1538 році.
Прийшов до влади 1568 року у результаті заколоту роду Мійосі проти 13-го сьоґуна Асікаґи Йосітеру. Був вигнаний зі столиці військами Оди Нобунаґи. Його місце посів 15-й сьоґун Асікаґа Йосіакі.